# Рысс, Симон Михайлович
Симон Михайлович Рысс (3 мая 1896, Ростов-на-Дону, Российская империя — 5 августа 1968, Ленинград, СССР) — советский терапевт, доктор медицинских наук (1935), член-корреспондент АМН СССР (1960).

## Биография
Родился 3 мая 1896 года в Ростове-на-Дону, в семье военного. В 1920 году окончил медицинский факультет Ростовского государственного медицинского университета. С 1923 года работал в Военно-медицинской академии под руководством профессора Н. Я. Чистовича, с 1931 года в Ленинградском институте заболеваний органов пищеварения (ныне ФГБУН «ФИЦ питания и биотехнологии»), с 1928—1935 год научный сотрудник физиологической лаборатории И. П. Павлова. В 1935 году защитил докторскую диссертацию на тему «К вопросу о желчно-пузырном рефлексе и пигментном обмене». В 1936—1939 годах руководитель Ленинградского института лечебного питания. С 1960 года член-корреспондент АМН СССР. В годы Великой Отечественной войны работал в госпиталях блокадного Ленинграда. С 1938 года заведующий кафедрой пропедевтики внутренних болезней Ленинградского санитарно-гигиенического института, так же руководитель гастроэнтерологической лаборатории АМН СССР с 1961 года. Умер в 1968 году в Ленинграде, похоронен на Богословском кладбище участок 1.
Сын Рысс Е. С. (1936—2010) — российский терапевт и гастроэнтеролог, учёный-медик, профессор кафедры пропедевтики внутренних болезней Первого Санкт-Петербургского государственного медицинского университета имени академика И. П. Павлова.

## Научная деятельность
Опубликовал более 150 научных работ, 3 монографий и 4 разделов в руководстве внутренним болезням. Автор нового направления в медицине клинической витаминологии. В блокадном Ленинграде изучал особенности типов гиповитаминоза. В сферу его научных интересов входило исследование физиологии, патофизиологии, морфологии и различных заболеваний органов пищеварения, работы в области клинической витаминологии, ввод новых методов прижизненной биопсии и цитологического исследования тканей органов пищеварения.
Член правления Всесоюзного и Всероссийского общества терапевтов, председатель гастроэнтерологической секции Ленинградского общества терапевтов имени профессора С. П. Боткина, член правления и один из организаторов Всесоюзного общества гастроэнтерологов, председатель проблемной комиссии союзного значения Физиология и патология органов пищеварения.

## Награды
- Орден Трудового Красного Знамени,
- два ордена «Знак Почёта».

## Память
Его именем была названа кафедра пропедевтики внутренних болезней, гастроэнтерологии и диетологии в Северо-Западном государственном медицинском университете имени И. И. Мечникова.

## Основные работы
сочинения
- Рысс С. М. Гиповитаминозы и болезни витаминной недостаточности (C и группы B).. — М.: Медгиз, 1948.
- Рысс С. М. Витамины. (Физиологическое действие, обмен, терапия).. — Л.: Государственное издательство медицинской литературы, 1955. — 336 с.
- Рысс С. М. Витамины. (Физиологическое действие, обмен, терапия). / (авт. ряда но. и ред.), 1975 (авт. ряда но. и ред. совм. с Масевичем Ц. Г.). — Л.: Медицина, 1966. — 590 с.
- Рысс С. М., Рысс Е. С. Язвенная болезнь. (Неосложненные формы). / (совм. с Рыссом Е. С.). — Л.: Медицина, 1968. — 296 с.